# Václav Nosek
Václav Nosek (26. září 1892 Malá Dobrá – 22. července 1955 Praha) byl český komunistický politik, ministr, v letech 1941–1950 jedna z klíčových osobností Komunistické strany Československa.

## Životopis

### Mládí
Pocházel z hornické rodiny. Po obecné a měšťanské škole nastoupil do učení na soustružníka v Poldině huti, od patnácti let pracoval v dole Max. V první světové válce bojoval v rakousko-uherské armádě postupně na srbské, východní a italské frontě. Byl dvakrát raněn a na konci roku 1917 se vrátil zpátky do zaměstnání v dole.

### Politická kariéra do roku 1945
Již od patnácti let byl členem Dělnické tělocvičné jednoty, později vstoupil do organizace socialistické mládeže, odborů a v osmnácti letech do sociální demokracie. Po návratu z války se dál angažoval v odborovém hnutí i v sociální demokracii. Po rozkolu ve straně podporoval její levé křídlo (tzv. marxistickou levici). V prosinci 1920 společně s Antonínem Zápotockým stál v čele generální stávky na Kladně, za to byl trestně stíhán. Byl delegátem ustavujícího sjezdu KSČ v květnu 1921. Od roku 1925 působil v pražském ústředí komunistických odborů a v roce 1929 se stal členem ÚV KSČ. Podílel se na organizaci mostecké stávky roku 1932.
Po německé okupaci byl během akce Gitter zatčen a několik týdnů vězněn na Pankráci. Po propuštění emigroval přes Polsko a Švédsko do Velké Británie. V exilu se na podzim 1941 stal členem a od roku 1942 místopředsedou Státní rady. Jeho činnost v Británii řídilo moskevské vedení KSČ v čele s Gottwaldem.

### Vrchol politické kariéry 1945–1950
Dne 4. dubna 1945 se stal ministrem vnitra v košické vládě. Tuto pozici si udržel i v dalších vládách až do 14. září 1953. Členem předsednictva ÚV KSČ byl od 8. dubna 1945 a ve funkci zůstal do X. sjezdu KSČ v březnu 1954.
Jako ministr vnitra a člen předsednictva ÚV KSČ byl zásadní osobností v procesu ovládnutí Československa komunisty. V letech 1945–1948 využil svých pozic na ministerstvu jednak k rozsáhlé infiltraci Sboru národní bezpečnosti (SNB) oddanými stoupenci KSČ, jednak k vytvoření téměř čistě komunistické Státní bezpečnosti a k dalšímu posílení stranických pozic.
Při únorovém převratu Nosek nejprve vyvolal střet a demisi demokratických ministrů odvoláním osmi nekomunistických velitelů SNB v Praze, poté použil síly SNB k potlačení demonstrací na podporu prezidenta Beneše.

### Po roce 1950
Po roce 1950 jeho vliv slábl. Pravomoci ministerstva vnitra byly výrazně okleštěny, když bezpečnostní složky přešly pod ministerstvo národní bezpečnosti zřízené podle sovětského vzoru v květnu 1950. Do září 1953 zastával funkci ministra vnitra a poté až do konce života ministra pracovních sil. Zemřel na rakovinu plic roku 1955 ve věku 62 let.

### Osobní život
Noskova první žena Alžběta, za svobodna Šípová, pocházela jako on z hornické rodiny, byla také členkou KSČ. Oženil se s ní v roce 1918. V roce 1942 zahynula v Osvětimi. Jejich jediný syn Míla nepřežil pochod smrti v dubnu 1945. Po návratu z exilu se Václav Nosek oženil s lékařkou Růženou, která mu v srpnu 1946 porodila syna Miroslava.

### Obraz Václava Noska ve filmu
| Jiří Štrébl    | České století, r. Robert Sedláček, 2013 |
| Jaromír Dulava | Toman, r. Ondřej Trojan, 2018           |